# Frutticoltura

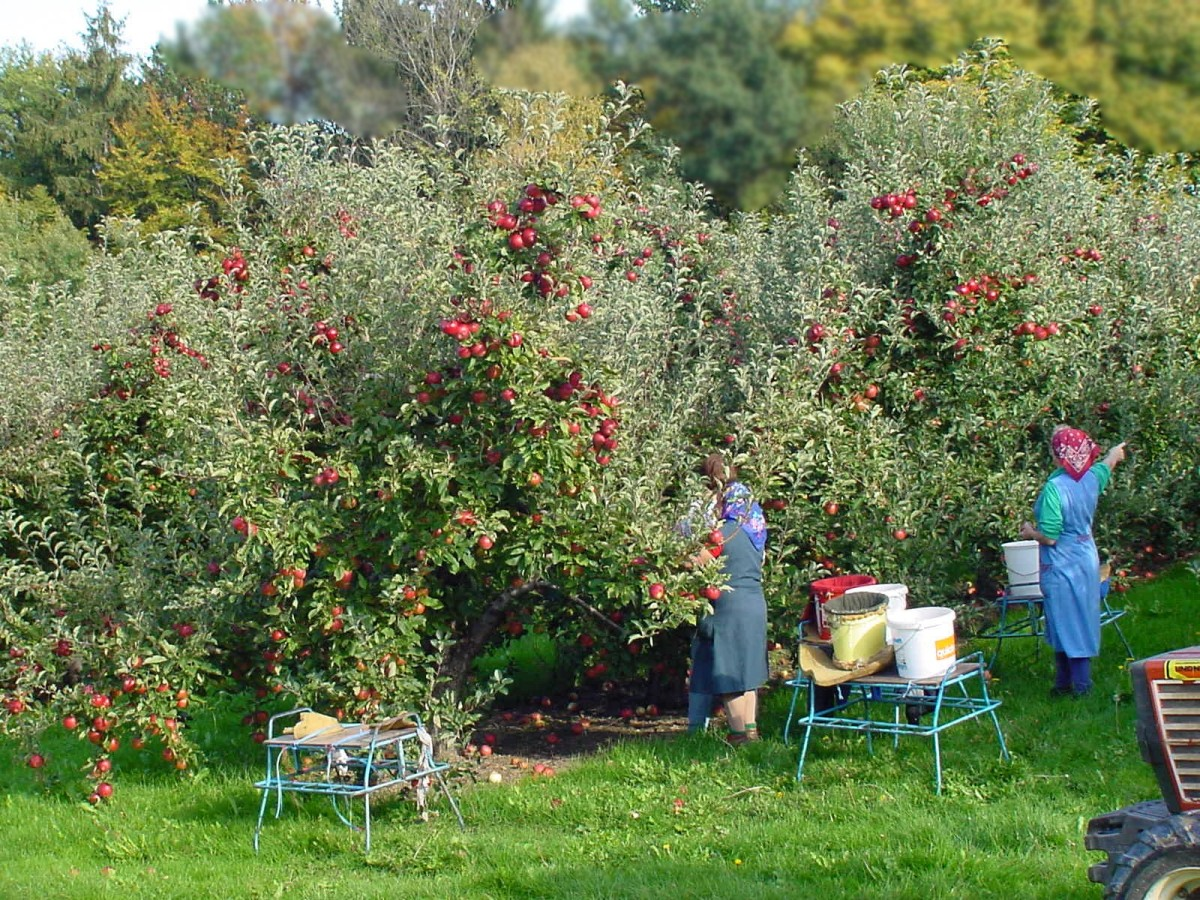
Raccolta di mele in Stiria

Con il termine frutticoltura si intende in generale la coltivazione degli alberi da frutto. Nell'ambito delle scienze agrarie la frutticoltura è una branca dell'arboricoltura che si occupa degli aspetti e delle caratteristiche relative agli alberi da frutto.

## Caratteristiche
La principale prerogativa delle coltivazioni arboree è la consistenza legnosa, ciò dovuto alla presenza di Lignina, e la loro longevità, cioè il tempo che queste piante rimangono sul terreno.
Ovviamente, queste coltivazioni presentano esigenze assai più complesse rispetto alle semplici Coltivazioni erbacee, lavorazioni più profonde; ad esempio per quanto riguarda l'aratura, è previsto talvolta lo "scasso", cioè una lavorazione che può giungere sino al metro di profondità.
Vi sono anche tutta una serie di accorgimenti da prendere a seconda di quale pianta si stia trattando: olivo, vite, melo, ecc.
Insomma dipende da cosa si abbia di fronte, in base a ciò, si adatteranno le concimazioni, le irrigazioni, le potature; tutte le tecniche colturali.
Pure le coltivazioni arboree, possono essere divise in una parte generale, in cui si analizzano gli aspetti botanici e scientifici, che in una parte speciale in cui analizziamo le varie tecniche colturali.

## Storia
Frutticoltura è una tipica parola moderna, che esprime un concetto praticamente sconosciuto al pensiero agronomico antico. Nelle civiltà mediterranee, infatti, non si parla mai di frutteto, ma di hortus, uno spazio cintato da un muro entro il quale si coltivano alberi fruttiferi, olivi e viti, ai cui piedi il terreno è lavorato a beneficio degli alberi, ma anche degli ortaggi, sistematicamente coltivati tra gli alberi. Il concetto vale per il mondo ebraico  e per quello greco, alle cui origini l'Odissea propone l'immagine più precisa dell'hortus nel giardino del principe dei Feaci.
Nel mondo latino il vigneto e l'oliveto divengono impianti specializzati indipendenti, l'hortus continua a unire frutta e ortaggi, e l'hortus, si noti, è un giardino, non un orto, come provano “orti” famosi, come quelli di Sallustio e quelli di Nerone.
La tradizione dell'hortus della cultura mediterranea viene perfezionato nel mondo arabo. L'’andaluso Ibn al-Awwam, esponente della Spagna ancora islamizzata, dedica lunghissime pagine al tema dello della “simpatia” delle piante, stabilendo quali ortaggi vegetino più vigorosamente ai piedi di un cedro, quali ai piedi di una palma, quali ai piedi di un fico.
Nel Cinquecento gli alberi fruttiferi sono ancora parte del giardino, come risulta dalla descrizione della proprietà di campagna dell'agronomo italiano, il bresciano Agostino Gallo Gli elementi diversi del giardino mediterraneo si separano, pure continuando a fare parte della medesima unità, nel giardino dello château francese, la villa del grande patrizio, attorno alla quale il complesso insieme del jardin  si scinde in parti funzionali diverse, il jardin potager, che è un vero orto, il jardin fruitier, che è già un frutteto, il jardin médicinal, che è un orto per le piante medicinali, in tempi in cui tutta la farmacopea si fonda sulle erbe elemento indispensabile nella vita della famiglia patrizia. È quanto appare, nitidissimo, dal magistrale trattato del maggiore agronomo francese della fine del Cinquecento, Olivier de Serres, signore di Pradel
Il jardin fruitier  di Olivier de Serres diviene autentico frutteto quando il parco del signore di campagna si converte nel parco di un sovrano. Creando i giardini di Versailles Luigi XIV affida a uno specialista il compito di presiedere al frutteto, che deve provvedere l'immensa quantità di frutta che onora le mense nei pranzi reali. L'incarico viene affidato a Jean de la Quintinye, un avvocato che si dedica alla botanica, che per il grande frutteto di cui è sovrintendente immagina le prime forme di allevamento razionale, predisponendo il primo degli strumenti della frutticoltura industriale
La cultura inglese continua, intanto a considerare il termine horticulture come sinonimo di gardening, e ad usare entrambi per la coltura degli alberi fruttiferi. Quando si imporrà la necessità di un nuovo vocabolo sarà, senza termini intermedi la fruit industry.

## Frutticoltura moderna
In effetti la frutticoltura moderna, quella in cui le piante da frutto non sono più incluse in un hortus ma sono una coltura specializzata, si sviluppa, sull'esempio di Versailles, nei villaggi intorno a Parigi per il rifornimento delle Halles, il grande mercato cittadino. Il successore di La Quintinye è, nell'Ottocento, il signor Lepère, coltivatore, a Montreuil, di un frutteto di peschi a spalliera per la vendita a Parigi
La frutticoltura francese si sta sviluppando, lentamente, verso moduli industriali quando la sopravanza,  quella californiana, che inizia la moderna frutticoltura “industriale”.  per la quantità di frutta che un coltivatore è in grado, assumendo avventizi per la raccolta, di produrre in un anno, la frutticoltura californiana costituisce, all'alba del Novecento il fenomeno che induce il pomologo italiano, Girolamo Molon, a un'autentica esplorazione sul campo, matrice di una relazione
Nella propria relazione Molon avverte economisti e agricoltori che la frutticoltura italiana è assolutamente arretrata, per la molteplicità di varietà prive di autentiche qualità, per le forme di allevamento irrazionali, per i circuiti commerciali primordiali. Sul finire degli anni cinquanta, lo sviluppo della frutticoltura diventa notevole soprattutto in Romagna (Ferrara, Ravenna e Forlì)  Ferrara, si può rilevare, mostrerà una frutticoltura strutturata in grandi aziende, con decine di ettari ciascuna, e decine di operai, Ravenna e Forlì presenteranno una frutticoltura piuttosto basata sulla piccola azienda familiare, che troverà la propria efficienza riunendosi in grandi cooperative. In questa fase la frutticoltura italiana, sarà settore di punta dell'agricoltura europea per tre decenni.
Secondo alcuni studiosi, la sua crisi inizierà proprio dal tramonto della frutticoltura ferrarese, un tramonto dovuto all'accesa conflittualità sindacale, la crisi si estenderà, lentamente, a province e settori diversi, coinvolgendo, oggi, le pesche romagnole, gli agrumi siciliani, l'uva pugliese, in un quadro che se consente all'Italia di proporsi ancora come primo produttore di frutta europeo, mostra quel primato cedere, ogni anno, sui mercati interni o su quelli esteri, il numero delle aziende frutticole contrarsi, le cooperative confrontarsi con difficoltà sempre maggiori con le concorrenti spagnole, con i produttori del Sudamerica, dell'Asia e dell'Africa.

## Le principali piante da frutto
- Actinidia chinensis Planch. Actinidia
- Agrumi
- Prunus armeniaca L. Albicocco
- Prunus avium L. Ciliegio
- Cydonia oblonga Miller Cotogno
- Prunus dulcis (Miller) D.A.Webb Mandorlo

- Malus domestica Borkh. Melo
- Olea europaea L. Olivo
- Pyrus Pero
- Prunus persica (L.) Batsch Pesco
- Prunus domestica L. Susino
- Vitis vinifera L. Vite

### Frutti minori
- Castanea sativa Miller Castagno
- Ficus carica L. Fico
- Diospyros kaki Kaki o diospiro
- Rubus idaeus L. Lampone
- Vaccinium Mirtillo
- Juglans Noce

- Corylus avellana L. Nocciolo
- Pistacia vera L. Pistacchio
- Ribes L.
- Rubus ulmifolius Schott Rovo

### Frutti tropicali e subtropicali
- Annona cherimola Miller Anona
- Persea americana Avocado
- Carica X pentagona Heilborn Babaco
- Acca O. Berg Feijoa
- Opuntia ficus-indica (L.) Miller Ficodindia
- Psidium guajava L. Guava
- Litchi chinensis Sonn. Litchi

- Macadamia
- Musa L. spp. Banana
- Eriobotrya japonica (Thunb.) Lindl. Nespolo del Giappone
- Carica papaya L. Papaya
- Passiflora edulis Sims Passiflora  (maracuya)
- Carya illinoensis (Wangenh.) K.Koch Pecan
- Solanum betaceum Cav. Tamarillo